# Crocidura vorax
Crocidura vorax є звичайним і широко розповсюдженим видом землерийки, що походить із Китаю, Індії, Лаосу, Таїланду та В'єтнаму. Вона більша за індокитайську землерийку (Crocidura indochinensis) і китайську білозубку (Crocidura rapax).
Є мало інформації про екологію та вимоги до середовища проживання цього виду. Голотип був знятий у лісі на висоті 4000 м над рівнем моря. У національній заповідній зоні Xe Pian (Лаоська НДР) один екземпляр був спійманий у напіввічнозеленому лісі поблизу Ban Taong. У національному заповіднику біорізноманіття вапняку Кхаммуан (Лаоська НДР) вид був зареєстрований на території, що складається з густих, відносно непорушених, напіввічнозелених лісів, оточених карстовими утвореннями, що досягають висоти 200–300 м над рівнем моря, з невеликими ділянками пасовищ, які підтримуються для випасу. Ці спостереження разом свідчать про те, що вид зустрічається в різноманітних умовах навколишнього середовища, від високих помірних гір до рівнинних тропіків. Його здатність пристосовуватися до антропогенних середовищ існування невідома.